# Hospice Casa Speranței
Hospice Casa Speranței este o organizație neguvernamentală din România care militează pentru îngrijirile paliative, având primul centru de acest fel din acea țară. Organizația are în atenție persoanele diagnosticate cu boli incurabile, aflate într-un stadiu avansat încercând să le ofere dreptul la o îngrijire de calitate, care să le aline suferința și să controleze simptomele supărătoare.
A fost fondată în 1992 de englezul Graham Perolls pornind de la o donație din partea prințesei Diana.